# Asociația Națională pentru Turism Receptor din Moldova
Asociația Națională pentru Turismul Receptor din Moldova (ANTRIM), cu sediul la Chișinău, Republica Moldova, este o organizație non-profit înființată la inițiativa proiectului USAID CEED II, la 16 ianuarie 2014. Adresa juridică a entității este bd. Ștefan cel Mare și Sfânt, 83, Chișinău, în incinta clădirii primăriei municipiului Chișinău.      

## Misiunea asociației ANTRIM reprezintă vocea sectorului privat specializat în industria turistică pe teritoriul Republicii Moldova. În calitate de membru al consiliului economic al PM, ANTRIM reprezintă interesele membrilor și contribuie la facilitarea mediului de afaceri din sectorul turistic al Moldovei.
Misiunea de bază  a ANTRIM-ului are  ca scop principal conlucrarea antreprenorilor din industria turismului din Moldova pentru a crea și oferi o calitate înaltă a serviciilor, experiențe autentice turiștilor, prin susținerea valorilor tradiționale de ospitalitate, cultură, gastronomie și producerea calitativă a vinurilor.

## Obiectivele asociației
Asociația Națională pentru Turism Receptor din Moldova (ANTRIM) urmărește obiectivele de bază: 
- Promovarea concurenței loiale din sectorul serviciilor turistice la nivel local și internațional.
- Dezvoltarea colaborării în cadrul comunității de business în domeniul serviciilor turistice din Moldova.
- Încurajarea investițiilor în domeniul turistic, îmbunătățirea abilităților de bussiness din cadrul acestui sector.
- Colaborarea cu organele statului pentru a îmbunătăți perspectivele sectorului serviciilor turistice.

## Membrii ANTRIM
Membrii ANTRIM deschid oportunități de rețea neprețuite pentru afacerea dvs., permițându-vă să obțineți acces la informații critice și contribuie la un mediu de reglementare mai bun al industriei turismului din Moldova.
Din membrii ANTRIM fac parte următoarele organizații: 
| Agenții de Turism | &Tur Operatori | Hoteluri & Restaurant | Pensiuni Turistice | Vinării | Alte asociații |
| --- | --- | --- | --- | --- | -------------- |
| - Corina Travel - Ways Travel - Solei Tourism - Slavion Travel - Tatrabis - Piligrim - Visit Moldova - Winetours - Amadeus | - BERD S Hotel - Bristol Hotel] - Radisson Blu Leogrand Hotel - Regency Hotel - Zentrum Hotel - „Rotor” SRL - „Ardașan Iurie” ÎI - Weekend Boutique Hotel | - Casa din Luncă - Casa Verde - Casa de sub Stâncă - Butuceni Eco Resort - Eco Vilage Valeni - Hanul lui Hanganu - Vila Roz - Fata Morgana - „G.Ț Ciolacu Victor” - „G.Ț. Ciutac Sergiu Andrei” | - Asconi Winery - Atu Winery - Branesti Winery - Purcari Winery - Mileștii Mici - Castel Mimi - Cricova Winery - Kara-Gani - „Fabrica de Vinuri din Saratenii Vechi” SA - „FIRMA BRĂNEȘTI S.R.L.” - Vinuri de Comrat | - AQA LOGISTICS - Berlizzo Events - Fabrica de Imagine - PROFILE - AO Sporter - „AG ADVERT” SRL - „Agro- Tiras" SRL - „Business TV Media" SRL - "EcofermLux" SRL - “Ceramica Triboi GT” - „Age Quod Agis SRL “ - „Aniscenco Consulting SRL“ - „AO Meșter Faur “ - „CGL Prim SRL “ - „Est Euro Vitis SRL “ - „Familia Gandrabur ÎI” - „Lazăr Agrotur SRL“ - „Rusu Rodica ÎI” - „Anodilia SRL” - „Atelierul De Ceramică Artistică și Olărit "Frații Scutelnic"” - „Car-Pat & Co” - „DUBLU SENS S.R.L.” S.C. - „Euroceramica "SRL - „Leutis “IM - „Moroi" SRL - „S.C.Rumix Stil Moldova SRL” - „TOCB CONSULTING" S.R.L |                |

### Expoziții internaționale
ANTRIM este singura asociație din Moldova cu experiență în organizarea participării sectorului turistic de intrare cu standuri de țară și expoziții internaționale și târguri comerciale. În ultimii 5 ani, ANTRIM a organizat standul de țară, activități de promovare și logistică pentru participanți (tour-operatori, vinării, hoteluri, DMO-uri, PCO-uri etc.) în peste 25 de târguri comerciale, în 7 țări. 
1.  Bit Milano Italy   2.  Tour Salon Poznan, Poland      3.   TIR BUCHAREST, Romania    4.  ITB Berlin, Germany   5.  IMEX FRANKFURD-MICE Exhibition, Germany   6. TIG INCONTRI IN RIMMI, Italy   7.  WTH London Tourism Exhibition, UK  8.  TT Warsaw International Fair, Poland   9.  IBTM World Mice, Tourism Exhibition, Spain  10.  Matka, Nordic Travel Faird, Finland.
În fiecare an, ANTRIM organizează cel puțin 6 excursii de presă, de două ori pe an, pentru a promova Moldova ca destinație de călătorie pe piețele țintă. Excursiile de presă sunt organizate de obicei în jurul a două evenimente culturale și turistice principale: Festivalul DescOpera și Ziua Națională a Vinului.
ANTRIM promovează agenda evenimentelor culturale din Republica Moldova, recunoscându-l ca fiind o parte esențială a industriei turismului. Agenda „Arborele vieții” 2019 este un calendar anual al evenimentelor care au loc în Moldova. În 2019 include 30 de evenimente, inclusiv 6 evenimente culturale, 9 evenimente vitivinicole, 11 evenimente folclorice și 4 evenimente legate de sport.
De asemenea, ANTRIM oferă posibilitatea membrilor și părților interesate din industrie să participe la ateliere și instruiri în conformitate cu sfera de activitate. Aceștia oferă posibilitate inedită de a participa la cursuri, precum: December Hotel Industry- first training session, ANTRIM Summer School, Next Tourism Generation Academy, și Tourism Trainning for Trainings Academy.